# Malo Laole
Malo Laole (en serbe cyrillique : Мало Лаоле) est un village de Serbie situé dans la municipalité de Petrovac na Mlavi, district de Braničevo. Au recensement de 2011, il comptait 575 habitants.
Malo Laole est situé sur les bords de la Mlava, un affluent du Danube.

## Démographie

### Évolution historique de la population
| 1948 | 1953  | 1961  | 1971 | 1981 | 1991 | 2002 | 2011 |
| ---- | ----- | ----- | ---- | ---- | ---- | ---- | ---- |
| 978  | 1 004 | 1 015 | 967  | 937  | 918  | 635  | 575  |

|  |